# تاريخ التشاؤم الفلسفي
التشاؤم الفلسفي مدرسة فلسفية تنتقد الوجود، مؤكدةً على عبثية الوجود وأن المعاناة متأصلة فيه. ويمكن إرجاع هذا المنظور إلى مختلف التقاليد الدينية والكتابات الفلسفية عبر التاريخ. وفي هذا السياق، لا يُعد التشاؤم مجرد نظرة نفسية سلبية، بل هو موقف فلسفي يُشكك في القيمة الجوهرية للوجود.
يمكن العثور على أبرز التعبيرات المبكرة للفكر التشاؤمي في أعمال الفلاسفة القدماء، مثل هيجيسياس القوريني، الذي عُرف بتعاليمه حول فوائد الانتحار. وفي التراث الفلسفي الشرقي، تعكس النصوص الهندية للبوذية، وخاصةً "الحقائق النبيلة الأربع"، التي تُقر بوجود المعاناة (الدوكخا) كجانب أساسي من جوانب الحياة، نظرة عالمية تشاؤمية. وقد مهدت هذه التعبيرات المبكرة الطريق لأشكال أكثر منهجيةً ووضوحًا من التشاؤم التي ظهرت لاحقًا.
أثر الفيلسوف الألماني أرتور شوبنهاور بشكل كبير على الخطاب الحديث حول التشاؤم الفلسفي. عبّرت أفكار شوبنهاور في القرن التاسع عشر عن نقد منهجي للتفاؤل الفلسفي، الذي هيمن على الفكر الغربي منذ عصر التنوير، لا سيما مع شخصيات مثل ألكسندر بوب وغوتفريد لايبنتس. يقدم عمل شوبنهاور الرائد، "العالم إرادةً وتمثيلاً"، رؤيةً قاتمة للوجود، مجادلاً بأن الواقع مدفوع بقوة ميتافيزيقية لا تنضب ولا تزول، أطلق عليها اسم الإرادة (والتي تتجلى في الكائنات الحية كإرادة الحياة - أو غريزة الحفاظ على الذات)، وأن العالم في جوهره مكانٌ للمعاناة الدائمة وعدم الرضا. كان لفلسفته التشاؤمية تأثيرٌ عميق على المفكرين والفنانين والعلماء اللاحقين، وغيرهم الكثيرين؛ ولا تزال تؤثر على النقاشات المعاصرة حول معنى الحياة وقيمتها. بعد شوبنهاور، طوّر مفكرون لاحقون، مثل إميل سيوران وديفيد بيناتار، الفكر التشاؤمي وتحدّوا المواقف المتفائلة. يُعرف إميل سيوران، الفيلسوف والكاتب الروماني، بتأملاته الكئيبة حول الحالة الإنسانية. تتعمق أعماله، مثل "على قمم اليأس"، في مواضيع القلق الوجودي، وعبثية الحياة، وعبثية المساعي البشرية. ساهم ديفيد بيناتار، الفيلسوف الجنوب إفريقي المعاصر، في الخطاب الحديث حول التشاؤم من خلال كتابيه "من الأفضل ألا تكون موجودًا أبدًا: ضرر المجيء إلى الوجود" و"المأزق الإنساني: دليل صريح لأهم أسئلة الحياة". يجادل بيناتار بأن المجيء إلى الوجود دائمًا ما يكون ضررًا محضًا لأنه يُخضع الأفراد لحياة مليئة بالمعاناة والألم، حتى وإن كانت تتضمن أيضًا لحظات من المتعة.